# Foo fighter

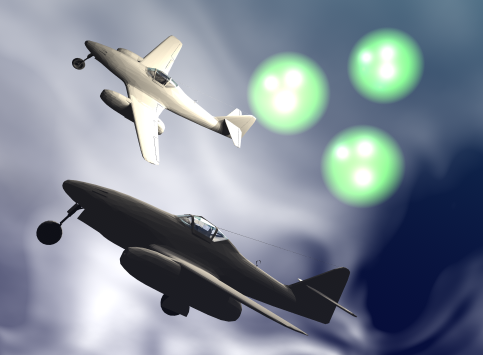
Rappresentazione grafica di tre foo fighter che fluttuano vicino a due Me 262

Il termine foo fighter venne coniato da piloti dell'USAAF e RAF durante la seconda guerra mondiale per descrivere vari fenomeni di oggetti volanti non identificati (UFO), oppure altri misteriosi fenomeni aerei avvistati nei cieli dell'Europa e dell'Oceano Pacifico.
I testimoni di allora spesso pensavano che i cosiddetti foo fighters fossero armi segrete impiegate dal nemico. Nonostante questo assunto, dei foo fighters (o di qualsiasi cosa si trattasse), attraverso i rapporti, si può concludere che apparentemente non hanno mai cercato di provocare danno né a persone né a cose.
Anche se spesso erano soltanto fenomeni ottici generati da aloni di luce o di fuoco (riflessi, per mezzo di vari meccanismi, da nuvole, nebbia o carlinghe degli aerei), molti tipi diversi di fenomeni aerei vennero riportati e classificati come foo fighters.

## Etimologia
Vi erano vari altri termini per descrivere questi oggetti (che alcuni chiamavano le "palle di fuoco dei crauti", Kraut Fireballs), ma sembra che il termine foo fighter fosse il più comunemente usato.
Si pensa in genere che il termine foo sia stato preso dalla striscia comica Smokey Stover, che spesso aveva un tono surrealista. A Smokey, un vigile del fuoco, piaceva dire "Where there's foo there's fire."; il termine foo potrebbe essere inteso sia come storpiatura della parola inglese "fuel" (benzina) o ancora come "feu" che in francese significa "fuoco". L'espressione di Smokey può quindi essere tradotta in "Dove c'è benzina c'è fuoco". In tal caso, foo fighters significherebbe "caccia infuocati". Alcuni pensano invece che la parola foo possa derivare dalla parola francese "fou" ovvero "pazzo". Un libriccino comico dell'editore Big Little Book pubblicato nel 1938 si intitolava Smokey Stover the Foo Fighter.
"Foo fighter" era forse usato anche come un appellativo denigratorio contro i piloti dei caccia giapponesi Mitsubishi A6M Zero, noti per il loro volo non lineare e per l'impiego di manovre estreme. Alcuni affermano che l'uso di questa parola venne esteso ad ogni tipo di luce o di oggetto volante non identificato, visto di sfuggita, in genere molto veloci, che si muovevano in modo erratico, senza essere identificati: gli UFO.
Un'altra origine potrebbe essere nel termine Kung fu ("kong foo"), un'arte marziale caratterizzata da movimenti imprevedibili e spiazzanti simili a quelli di questi oggetti aerei. Il termine Kung fu, tuttavia, era a quel tempo misconosciuto nella lingua inglese, almeno fino all'arrivo del filone cinematografico dedicato a quest'arte negli anni sessanta, ed era precedentemente chiamato "pugilato cinese".

## Storia degli avvistamenti di foo fighter
I foo fighters sono stati avvistati in molte occasioni in tutto il mondo:
- un avvistamento notturno avvenne nel settembre del 1941 nell'Oceano Indiano (e risulta essere omologo ad alcuni rapporti di foo fighter successivi). Dal ponte della nave S.S. Pulaski (un mercantile polacco che trasportava truppe britanniche), due marinai avvistarono uno "strano globo che brillava di luce verdastra, di circa metà del diametro della luna piena come ci appariva nel luogo." Allertarono un ufficiale britannico, che osservò attentamente i movimenti dell'oggetto assieme a loro per più di un'ora;
- il 28 febbraio del 1942, qualche ora prima dalla sua partecipazione alla battaglia del Mare di Giava, la nave americana USS Houston avvistò un gran numero di strane, ed inspiegabili scie luminose e luci gialle che illuminarono il mare per molte miglia attorno;
- un avvistamento (con successivo rapporto) venne fatto nelle Isole Salomone nel 1942, dal sergente dei Marine Stephen J. Brickner. Dopo un'allerta di raid aereo, Brickner ed altri videro circa 150 oggetti raggruppati in linee di 10 o 12 oggetti ciascuna. Sembravano "oscillare" mentre si muovevano, e Brickner riportò che gli oggetti avevano una superficie simile all'argento lucidato e che sembravano muoversi ad una velocità lievemente superiore rispetto ai comuni aeromobili giapponesi. Descrisse l'avvistamento, dicendo: "Rispetto a tutto quanto, era lo spettacolo nello stesso tempo più sbalorditivo e tuttavia terrorizzante che io abbia mai visto nella mia vita"[1].
- Il 28 novembre 1942 l'equipaggio di un aereo inglese, un Lancaster del 61° Squadron da bombardamento della Royal Air Force, avvistò per due volte un oggetto volante non identificato, durante una missione di bombardamento su Torino. La prima volta i militari videro un grosso oggetto in cielo, delle dimensioni di 60-90 m e con “quattro coppie di luci rosse", muoversi a circa 800 km/h. In quel momento l'aereo si trovava a circa 10-15 miglia (quindi, fra 16 e 24 chilometri) a sud-ovest di Torino, quindi nei dintorni di Pinerolo. Cinque minuti dopo, sorvolando una non meglio identificata “valle alpina”, l’avvistamento si ripeté. È il primo caso italiano per cui si disponga di un rapporto militare. L'equipaggio riferì l'avvistamento al comando, probabilmente temendo che potesse trattarsi di un nuovo velivolo a disposizione dell'Asse. Pur non avendo elementi per un'identificazione completa, è possibile che gli aviatori inglesi abbiano visto un aereo convenzionale, e che abbiano sovrastimato la velocità dell'oggetto (stimata da loro in 800 Km/h, e dunque superiore a quella dei più veloci caccia allora in uso)[2].

I rapporti sui Foo fighter arrivarono anche ai mass media. Nel 1945 nel Time comparve una storia in cui si affermava: "se non erano bufale o illusioni ottiche, erano certamente la più intrigante arma segreta che i caccia alleati abbiano mai incontrato. La scorsa settimana piloti americani di stanza in Francia hanno raccontato una strana storia di palle di fuoco che da più di un mese sono solite seguire i loro aeroplani nei voli notturni sulla Germania. Nessuno sa cosa siano o a cosa servano queste palle di fuoco. I piloti, pensando ad una nuova arma psicologica, li chiamano 'foo-fighter'... Le loro descrizioni e apparizioni variano, ma sono d'accordo che queste luci misteriose si piazzano vicine agli aerei e sembrano seguirli ad alta velocità per miglia. Un pilota ha detto che un foo fighter, in forma di palla di fuoco rossa alle estremità delle ali, è rimasto con lui in una picchiata a 360 miglia l'ora. Poi la palla è svanita nel cielo."
La Commissione Robertson menziona i rapporti di avvistamento foo fighter, notando che dal loro comportamento non sembravano essere minacciosi. Si può segnalare che la commissione Robertson mise a rapporto che molti dei "foo fighters" erano descritti come aventi superficie metallica e forma di disco, e suggerì che "se il termine dischi volanti fosse stato in uso popolare negli anni 1943-1945, questi oggetti sarebbero stati etichettati in quella categoria."

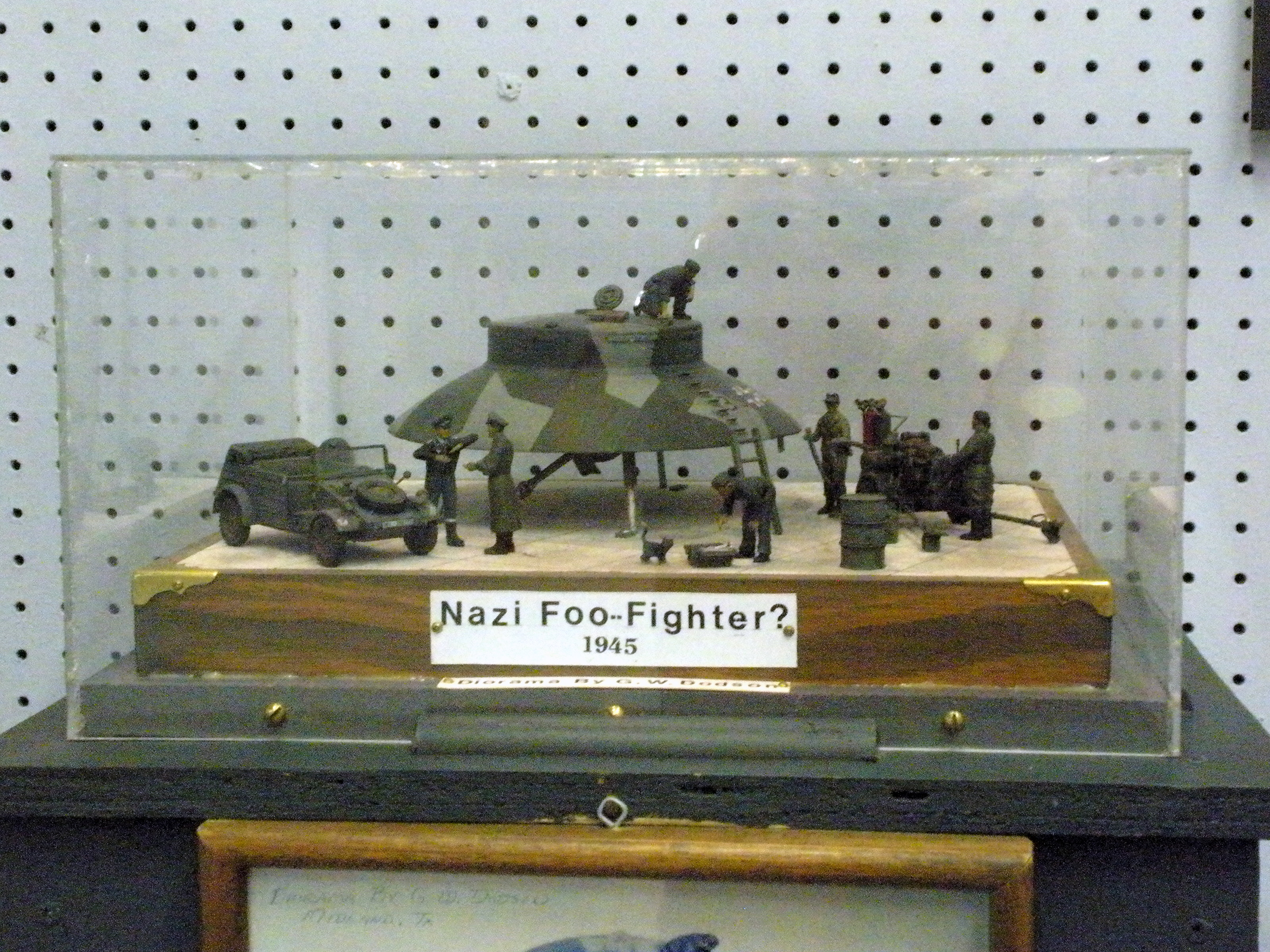
Una fantasiosa rappresentazione di Foo fighter tedesco in un diorama esposto presso l'International UFO Museum di Roswell

## Spiegazione e teorie
- Il fenomeno potrebbe essere stato provocato dalla mancata comprensione di una procedura operativa standard della tedesca Luftwaffe che prevedeva che alcune batterie di cannoni anti-aerei vicine ai campi d'aviazione tedeschi sparassero razzi generanti scie luminose colorate ad intervalli regolari per aiutare ogni caccia notturno della Luftwaffe a ritrovare il proprio aeroporto, ed in generale rendere più semplice la navigazione e il combattimento. Tuttavia tali luci sono state avvistate anche di giorno, e inoltre apparivano in grado di muoversi alla stessa quota e velocità delle macchine prodotte dall'uomo.
- È stato suggerito che in realtà i foo fighter fossero un'aeronave segreta a forma di disco della Luftwaffe, ribattezzata "feuerfighter" dai tedeschi, anche se questo nome ipotetico è semplicemente una mistura di tedesco e inglese, e dal momento che nessun aeronave di questo tipo è mai stata trovata (a parte dei semplici disegni di progetti non molto definiti), questa spiegazione sembra più probabilmente una leggenda urbana. In effetti, studi sull'ala circolare erano in essere, con progetti dalle caratteristiche fantascientifiche, ma nessuno di essi venne mai concretizzato, e nessuno di questi progetti era capace di emettere luce. In ogni caso la Luftwaffe realizzò e fece volare effettivamente diversi velivoli dalla forma inconsueta (per l'epoca) e anche gli Stati Uniti costruirono aerei insoliti durante la seconda guerra mondiale, alcuni proprio a forma di disco, che vennero scambiati per dischi volanti.
- Allo stesso modo, l'idea che alcuni foo fighter abbiano potuto essere avvistamenti notturni del Messerschmitt Me 163 Komet tedesco non sono credibili. Il Me 163 era completamente inadatto al volo notturno, e aveva solo pochi minuti di carburante, insufficienti a prendere contatto con un nemico di notte. Questi velivoli non avevano radar a bordo, né le attrezzature per effettuare il caratteristico volo di discesa planato, senza la luce del giorno.
- Un tipo di scarica elettrostatica generato dalle ali degli aeroplani (vedi Fuoco di sant'Elmo) è stato proposto come spiegazione.
- Un'altra teoria suggerisce che i piloti abbiano visto fulmini globulari. Tuttavia, va detto che i fulmini globulari, già di per sé misteriosi, hanno durata di pochi secondi e in genere sono lenti o immobili, difficilmente manovrano in qualche modo.
- Bisogna segnalare che i rapporti riguardanti strane luci notturne sono comuni nel corso della storia, e che in ogni tempo si fornirono delle spiegazioni più o meno popolari, che andavano dall'attribuzione agli scherzi degli elfi, a oggetti fuoriusciti dal regno di Magonia, oppure alla Wild Hunt, fino agli odierni UFO. Sembra essere un altro esempio di fenomeni atmosferici comuni, anche se fino ad oggi non sono stati completamente spiegati.
- Altra spiegazione per gli avvistamenti nel Pacifico sembra essere quella dei palloni incendiari, arma segreta sviluppata dal Giappone nel 1941-1942 in un fallimentare tentativo di appiccare incendi sul continente americano sfruttando palloni aerostatici d'alta quota spinti dai veloci venti oceanici. Pochissimi di questi palloni arrivarono sugli USA, deflagrando spesso senza controllo durante il volo.[5] Tuttavia, nessuna di queste aeronavi era nulla di più che un pallone lasciato libero di seguire le correnti d'alta quota, e se certamente generarono avvistamenti bizzarri, nessuna caratteristica dei foo fighters, come la velocità, la luce, la capacità di manovra e di interazione con gli oggetti esterni, era chiaramente nella loro essenza.

## Nella cultura di massa
- Il nome della band post-grunge statunitense, Foo Fighters, fondata dal musicista Dave Grohl nel 1994, deriva proprio da questo termine.